# ورمیش، اماسیا
ورمیش، اماسیا (به لاتین: Vermiş, Amasya) یک زیستگاه انسانی در ترکیه است که در آماسیه واقع شده‌است.